# الطريق الأوروبي E64
الطريق الأوروبي E64 هو طريق من شبكة الطرق الأوروبية الدولية. يمتد من تورين إلى بريشيا داخل إيطاليا.